# Crucihimalaya himalaica
Crucihimalaya himalaica là một loài thực vật có hoa trong họ Cải. Loài này được (Edgew.) Al-Shehbaz, O'Kane & R.A.Price mô tả khoa học đầu tiên năm 1999.